# مارك غارنو
جوزيف جان بيير مارك غارنو (بالفرنسية: Joseph Jean-Pierre Marc Garneau) (من مواليد 23 فبراير 1949) سياسي كندي، ووزير النقل في حكومة كندا، حائز على وسام كندا، ووسام القوات الكندية، وعضو في المجلس الملكي الخاص بكندا، ومجلس العموم الكندي، والمعهد الكندي للملاحة الجوية والفضاء. وهو ضابط عسكري متقاعد، رائد فضاء سابق، ومهندس، وكان غارنو أول كندي في الفضاء، شارك في ثلاث رحلات على متن مكوك فضاء تابع لناسا في الأعوام 1984 و1996 و2000. شغل غارنو منصب رئيس وكالة الفضاء الكندية منذ عام 2001 وحتى عام 2006، وفي عام 2003 عُين في منصب المستشار التاسع لجامعة كارلتون في أوتاوا، أونتاريو.
شغل غارنو منصب عضو في البرلمان للدائرة الانتخابية نوتردام دي غرايس ويسماونت، وقبلها ويسماونت فيل ماري، في مونتريال منذ الانتخابات الفيدرالية لعام 2008، إذ فاز بأكثر من 9000 صوت. أعيد انتخابه لمجلس العموم في الانتخابات الفيدرالية لعام 2011 بعدد 642 صوتًا، وفي الانتخابات الفيدرالية لعام 2015 بأغلبية تزيد عن 18,000. في السابق، لم ينجح في الدائرة الانتخابية فودريل سولانج في الانتخابات الفيدرالية لعام 2006.
في 28 نوفمبر 2012 أعلن غارنو ترشحه لقيادة الحزب الليبرالي الكندي المقرر تحديده في أبريل 2013. في 13 مارس 2013 سحب غارنو رسميًا محاولته لقيادة الحزب. في 4 نوفمبر 2015 عُين غارنو وزيرًا للنقل في الوزارة الكندية التاسعة والعشرين.

## النشأة والحياة المهنية
ولد جوزيف جون بيير مارك غارنو في 23 فبراير 1949 في مدينة كيبيك، كيبيك، كندا. التحق بالمدارس الابتدائية والثانوية في مدينة كيبيك وسان جان سور ريشليو. حصل على بكالوريوس العلوم في الفيزياء الهندسية من الكلية العسكرية الملكية في كندا عام 1970، وفي عام 1973 حصل على الدكتوراه في الهندسة الكهربائية من الكلية الإمبراطورية للعلوم والتكنولوجيا في لندن، إنجلترا. منذ عام 1982 وحتى عام 1983، التحق بكلية القوات الكندية في تورنتو.

## الحياة المهنية في البحرية
في عام 1974 بدأ غارنو حياته المهنية في البحرية الملكية الكندية كمهندس أنظمة قتالية بحرية على متن إتش أم سي إس ألغونكوين. رُقي إلى رتبة قائد سنة 1982 أثناء دراسته في كلية الأركان، ثم انتقل إلى أوتاوا عام 1983. في يناير 1986 رُقي إلى رتبة نقيب (إن «لتمييزه عن النقيب في القوات الجوية») وتقاعد من البحرية عام 1989.

## العمل مع وكالة الفضاء الكندية
كان غارنو واحدًا من رواد الفضاء الكنديين الستة الأوائل، وأصبح أول كندي في الفضاء الخارجي في 5 أكتوبر 1984. في عام 1984 أعير لبرنامج رواد الفضاء الكندي الجديد، وهو واحد من ستة جرى اختيارهم من بين أكثر من 4000 متقدم. طار على متن المكوك تشالنجر إس تي إس-41-جي منذ 5 وحتى 13 أكتوبر عام 1984 بصفته أخصائي حمولة. رُقي إلى رتبة نقيب في عام 1986، وترك البحرية في عام 1989، ليصبح نائب مدير برنامج رواد الفضاء الكندي. في 1992-1993 خضع لمزيد من التدريب ليصبح أخصائي مهمة. عمل بصفته ضابط اتصال المركبة الفضائية لعدد من الرحلات المكوكية وكان في رحلتين أخريين بنفسه: إس تي إس-77 (منذ 19 وحتى 29 مايو 1996)، وإس تي إس-97 (إلى محطة الفضاء الدولية، منذ 30 نوفمبر وحتى 11 ديسمبر 2000). سجل أكثر من 677 ساعة في الفضاء.
في فبراير 2001 عُين نائبًا للرئيس التنفيذي لوكالة الفضاء الكندية، وأصبح رئيسها في 22 نوفمبر 2001.

## ريادة الفضاء
شارك في المهمات الفضائية:
- STS-41-G
- STS-77
- STS-97.